# Ulrich Brasche
Ulrich Brasche (* 1951) ist ein deutscher Ökonom und Professor an der Technischen Hochschule Brandenburg.
Ulrich Brasche studierte von 1971 bis 1974 Volkswirtschaftslehre und Bildungsökonomie an der TU Berlin und machte einen Abschluss als Diplom-Volkswirt. Von 1974 bis 1987 war er wissenschaftlicher Mitarbeiter am Deutschen Institut für Wirtschaftsforschung (DIW) in Berlin.
1988 wurde er an der FU Berlin zum Dr. phil. promoviert.
Nachdem Brasche von 1987 bis 1995 Leiter der Abteilung „Technologieanalysen“ am VDI/VDE-Technologiezentrum in Berlin-Teltow war, wurde er 1995 zum Professor für Volkswirtschaftslehre an der FH Brandenburg ernannt. Seit 2017 ist er im Ruhestand. 
Brasches Schwerpunkte sind die Europäische Integration, insbesondere wirtschaftliche Effekte, regionale Entwicklung, Erweiterung und Beitritt der Türkei sowie globale Aspekte des Klimawandels und der Klimagerechtigkeit.

## Veröffentlichungen (Auswahl)
- Brasche, U. (2023). Auf dem Weg zu mehr Klimagerechtigkeit[4], oekom, München
- Brasche, U. (2020). "Ever Closer Union? Wie sich die EU produktiv weiterentwickeln kann."[5] Aus Politik und Zeitgeschichte 70(23-25): 32-38
- Brasche, U. (2020). Getrennt und doch gemeinsam - Wie sich die EU aus der Falle der Einstimmigkeit befreien kann
- Brasche, U. (2020). Separate yet together - How the EU can break free from the unanimity trap
- Brasche, U. (2017). Europäische Integration - Wirtschaft, Euro-Krise, Erweiterung und Perspektiven, 4. Auflage
- Brasche, U. (2015). "Die Zukunft der Europäischen Integration - Zukunft und Richtung." Wirtschaftspolitische Blätter 62(2): 353-364.
- Brasche, U. (2015). Debt-overhang and ways out. Brandenburg (2015)
- Brasche, U. (2013). Europäische Integration, Oldenbourg, 3. Auflage, München
- mit Siegfried Schultz (2007), Absorptionskapazität der Europäischen Union – eine Orientierungshilfe, Südosteuropa Mitteilungen 47 (3): 6–19
- Die Dynamik im ländlichen Raum zwischen Globalisierung und Agglomeration: Ist Innovation eine gestaltbare Option?, in: Modernisierung ländlicher Regionen.  Wettbewerbsfähigkeit durch Innovation, Bildung, Netzwerke, Wildauer Schriftenreihe Innovationsmanagement. R. Voß. Berlin, News & Media, 2004
- Europäische Regionalförderung: Ist Effizienz durchsetzbar?, in: WiSt, Juni 2004
- Altersstrukturen von Belegschaften und Innovation in der Industrie, Verlag FH Brandenburg, Brandenburg an der Havel 1999
- Qualifikation – Engpass im Innovationsprozess?, Edition Sigma, Berlin 1989